# Família Du Pont
A família Du Pont é uma família americana descendente de Pierre Samuel du Pont de Nemours (1739-1817). Huguenote, filho de um relojoeiro de Paris, Pierre Samuel era um economista ligado aos fisiocratas e leal a Luís XVI. Após o Golpe de Estado do 18 de fructidor do ano V (4 de setembro de 1797), sob o Diretório, quando sua casa foi pilhada, decidiu emigrar para os Estados Unidos, chegando a Rhode Island em 1° de janeiro de 1800, com os filhos Victor Marie du Pont e Eleuthère Irénée du Pont.
A família du Pont teria considerável influência na vida política americana, ao longo dos séculos XIX e XX. Em 2009, tinha mais de 2 mil membros.

## Genealogia
Os críticos históricos apontam para uma estreita relacionamento entre famílias Du Pont de Nemours, Natoli (Nantolio), de Nanteuil, Châtillon e de Villebéon, considerando-os como ramos colaterais da mesma família.